# Сагіно (Мічиган)
Сагіно, Саґіно (англ. Saginaw) — місто (англ. city) в США, адміністративний центр та найбільше місто округу Сегіно штату Мічиган. Населення — 44 202 особи (2020).

## Географія
За даними Бюро перепису населення США в 2010 році місто мало площу 46,87 км², з яких 44,90 км² — суходіл та 1,97 км² — водойми.

### Клімат
| Клімат : Сагіно         | Клімат : Сагіно | Клімат : Сагіно | Клімат : Сагіно | Клімат : Сагіно | Клімат : Сагіно | Клімат : Сагіно | Клімат : Сагіно | Клімат : Сагіно | Клімат : Сагіно | Клімат : Сагіно | Клімат : Сагіно | Клімат : Сагіно | Клімат : Сагіно |
| Показник                | Січ.            | Лют.            | Бер.            | Квіт.           | Трав.           | Черв.           | Лип.            | Серп.           | Вер.            | Жовт.           | Лист.           | Груд.           | Рік             |
| Абсолютний максимум, °C | 16,7            | 19,4            | 30,6            | 31,7            | 35,0            | 40,0            | 43,9            | 39,4            | 37,8            | 32,8            | 26,7            | 19,4            | 43,9            |
| Середній максимум, °C   | −1,7            | −0,2            | 5,7             | 13,4            | 20,0            | 25,5            | 27,7            | 26,3            | 22,3            | 15,2            | 7,7             | 0,8             | 13,6            |
| Середній мінімум, °C    | −9,1            | −8,2            | −3,7            | 2,2             | 8,1             | 13,6            | 15,7            | 14,6            | 10,3            | 4,5             | −0,4            | −6              | 3,5             |
| Абсолютний мінімум, °C  | −30             | −30,6           | −24,4           | −13,3           | −4,4            | 0,6             | 3,9             | 2,8             | −2,8            | −17,8           | −19,4           | −24,4           | −30,6           |
| Норма опадів, мм        | 43              | 41              | 52              | 73              | 86              | 76              | 66              | 84              | 97              | 67              | 69              | 47              | 801             |
| Днів з опадами          | 10,6            | 8,6             | 9,2             | 11,4            | 10,7            | 9,8             | 9,1             | 10,4            | 10,4            | 10,7            | 11,4            | 11,2            | 123,5           |
| Днів зі снігом          | 8,8             | 6,1             | 4,1             | 1,3             | 0               | 0               | 0               | 0               | 0               | 0,2             | 2,4             | 7,5             | 30,4            |
| ----------------------- | --------------- | --------------- | --------------- | --------------- | --------------- | --------------- | --------------- | --------------- | --------------- | --------------- | --------------- | --------------- | --------------- |
| Джерело: NOAA           |                 |                 |                 |                 |                 |                 |                 |                 |                 |                 |                 |                 |                 |

| Кліматограма Саґіно                                                                                            | Кліматограма Саґіно | Кліматограма Саґіно | Кліматограма Саґіно | Кліматограма Саґіно | Кліматограма Саґіно | Кліматограма Саґіно | Кліматограма Саґіно | Кліматограма Саґіно | Кліматограма Саґіно | Кліматограма Саґіно | Кліматограма Саґіно |
| --- | ------------------- | ------------------- | ------------------- | ------------------- | ------------------- | ------------------- | ------------------- | ------------------- | ------------------- | ------------------- | ------------------- |
| С | Л                   | Б                   | К                   | Т                   | Ч                   | Л                   | С                   | В                   | Ж                   | Л                   | Г                   |
| 40 −1 −8 | 31 1 −7             | 56 7 −3             | 71 14 3             | 71 22 9             | 100 27 14           | 60 29 17            | 82 27 16            | 103 23 11           | 70 16 6             | 68 8 0              | 49 1 −5             |
| Середня макс. і мін. температури повітря (°C) Атмосферні опади (мм), за рік : 801 мм. Джерело: Weatherbase.com |                     |                     |                     |                     |                     |                     |                     |                     |                     |                     |                     |

## Демографія
Згідно з переписом 2010 року, у місті мешкало 51 508 осіб у 19 799 домогосподарствах у складі 12 252 родин. Густота населення становила 1099 осіб/км².  Було 23574 помешкання (503/км²).
Расовий склад населення:
| - 46,1 % — чорних або афроамериканців - 43,5 % — білих - 0,5 % — корінних американців - 0,3 % — азіатів - 5,2 % — осіб інших рас |

До двох чи більше рас належало 4,4 %. Частка іспаномовних становила 14,3 % від усіх жителів.
За віковим діапазоном населення розподілялося таким чином: 28,4 % — особи молодші 18 років, 60,7 % — особи у віці 18—64 років, 10,9 % — особи у віці 65 років та старші. Медіана віку мешканця становила 33,5 року. На 100 осіб жіночої статі у місті припадало 89,1 чоловіків;  на 100 жінок у віці від 18 років та старших — 84,8 чоловіків також старших 18 років.
Середній дохід на одне домашнє господарство  становив 36 541 долар США (медіана — 27 990), а середній дохід на одну сім'ю — 40 505 доларів (медіана — 33 813). Медіана доходів становила 31 689 доларів для чоловіків та 28 803 долари для жінок. За межею бідності перебувало 35,9 % осіб, у тому числі 50,0 % дітей у віці до 18 років та 14,4 % осіб у віці 65 років та старших.
Цивільне працевлаштоване населення становило 16 964 особи. Основні галузі зайнятості: освіта, охорона здоров'я та соціальна допомога — 26,9 %, роздрібна торгівля — 14,4 %, мистецтво, розваги та відпочинок — 13,7 %.

## Відомі особистості
У поселенні народився:
- Інгер Ірвінг Каус (1866—1936) — американський художник.
- Сере́на Джаме́ка Ві́льямс (*1981) — американська професійна тенісистка.